# Dalys
Dalys was een van de 11 warenhuizen van Glasgow. Het was gevestigd aan de grote Sauchiehall Street.

## Geschiedenis
Daly's begon als James Daly, Son & Niven in 1846 als een textielhandelaar gevestigd in Argyle Street (bekend als Daly's Tron House). In 1880 werd de zoon uit de naam van het bedrijf geschrapt. Vier jaar later werd het partnerschap ontbonden en ging het bedrijf verder onder de naam James Daly & Co.
Op hetzelfde moment dat het partnerschap werd ontbonden, verhuisde de winkel van 32 Argyll Street naar 60-62 Trongate, maar dit was van korte duur. Acht jaar later verhuisde de winkel opnieuw naar zijn laatste locatie op 199 Sauchiehall Street. De winkel breidde zich uit van een textielhandel tot een volwaardig warenhuis en nam de naastgelegen panden over tot aan 217 Sauchiehall Street 217. Dit laatste pand werd verworven in 1928 en huisvestte de voormalige Willow Tea Rooms.
In 1934 werd het bedrijf gekocht door de Scottish Drapery Corporation, die de winkel omdoopte tot Daly & Sons. Het bedrijf bleef als een onafhankelijk bedrijf gerund door de familie Daly onder de vleugels van het bedrijf tot Scottish Drapery Corporation in 1952 werd gekocht door House of Fraser . Het bedrijf Daly & Sons werd ontbonden, maar de winkel bleef tot 1979 onder het merk Daly's opereren, toen de winkel werd gesloten en herontwikkeld als winkelruimte.